# Melanocephala australiensis
Melanocephala australiensis är en svampart som först beskrevs av G.W. Beaton & M.B. Ellis, och fick sitt nu gällande namn av S. Hughes 1979. Melanocephala australiensis ingår i släktet Melanocephala, divisionen sporsäcksvampar och riket svampar.   Inga underarter finns listade i Catalogue of Life.